# 서금강

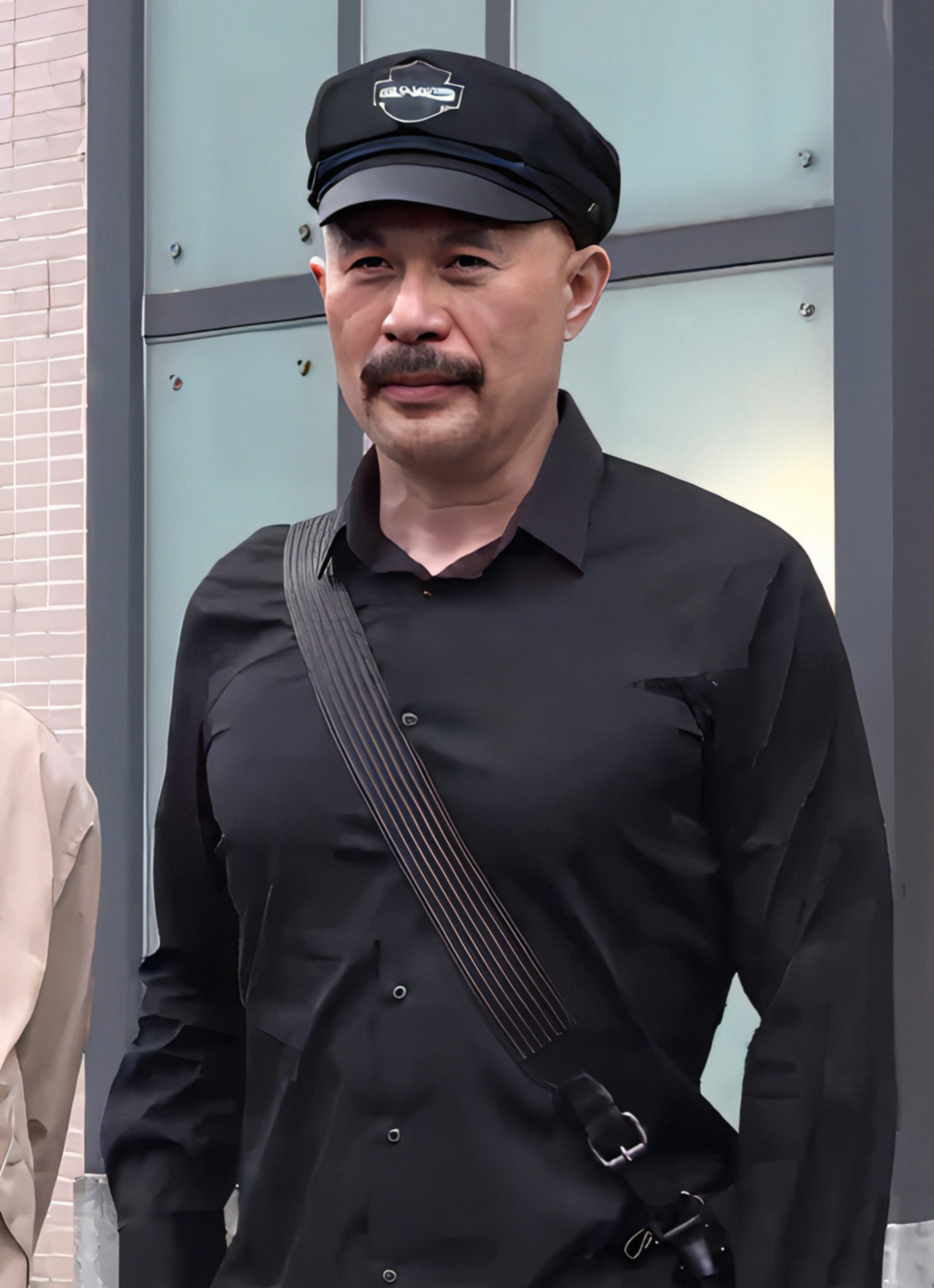

서금강(Elvis Tsui, 1961년 10월 13일 ~ )은 중화인민공화국의 배우이다. 무단장시에서 태어났다.
주성치와 친분이 있으며 주로 주성치 영화에 출연했다.

## 방송
- 신 서유기
- 양귀비비사

## 영화
- 절종철금강 (2003년)
- 만다린 - 만청십대혹형 (1995년)
- 열화전차 (1995년) - 페이 역
- 홍콩 마스크 (1995년) - 박사 역
- 수호전지영웅본색 (1992년)
- 녹정기 2 - 신룡교 (1992년)
- 신용문객잔 (1992년)
- 도범 2 - 감옥풍운 (1991년)
- 성항기병 4 - 사자후 (1991년)
- 파호 (1991년)
- 삼랑기안 (1989년)
- 홍콩탈출 (1989년)